# 十月镇 (阿尔汉格尔斯克州)
十月镇（羅馬化：Oktyabrʹskiy），1958年之前称五一镇（Первомайский），是俄罗斯阿尔汉格尔斯克州的市级镇、乌斯季亚区行政中心，位于乌斯季亚河左岸。
该地2021年有人口9,068人；2010年人口9,307；2002年人口10,081；1989年人口10,169。